# TOSLINK
TOSLINK est un connecteur optique principalement utilisé dans le domaine audio numérique grand public. Il permet de relier des équipements audio numériques comme les lecteurs MiniDisc, CD, DAT et DVD aux chaînes hi-fi ou amplificateurs audio de salon.

## Histoire
TOSLINK a été à l'origine créé en 1983 par l'entreprise Toshiba pour connecter ses propres lecteurs CD à ses amplificateurs audio haut de gamme. Cette connectique fut cependant rapidement adoptée par les autres constructeurs de lecteurs CD et enregistreurs DAT.

## Technologie

### Support physique

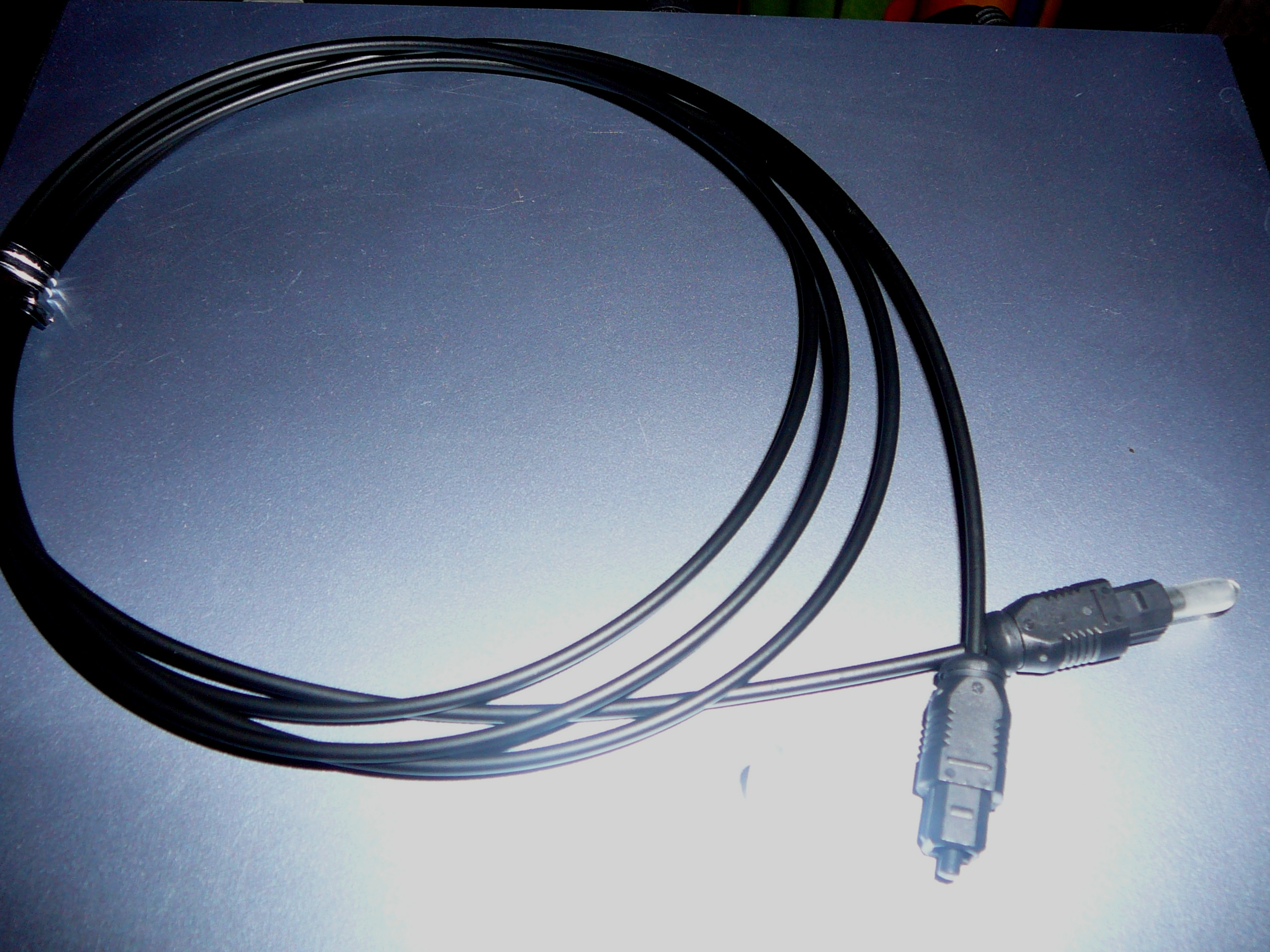
Un câble TOSLINK mâle/mâle (avec protection en plastique).

La fibre optique a été choisie car  étant non conductrice, elle ne crée pas de boucle de masse. Elle est par principe insensible aux perturbations électromagnétiques, et sur un câble TOSLINK la transmission est numérique. Elle peut être en plastique peu coûteux de 1 mm de diamètre, en multifibre de qualité supérieure, voire en fibre de verre. Si la norme originale donnait un maximum de 10 m de distance de transmission, la sensibilité des récepteurs permet d'atteindre une distance de 30 m avec une fibre plastique. 
Le signal lumineux transitant par la fibre est créé par une simple DEL rouge, et non un laser. L'information numérique est transmise sous forme simple : 1 = diode allumée, 0 = diode éteinte. Il n'y a pas de multiplexage en longueur d'onde pour transmettre les données comme cela est fait dans le domaine des télécommunications.

### Protocole de communication
Aucun protocole de communication spécifique n'est attribué au TOSLINK.
Initialement, les données circulant sur ce support étaient les données brutes du CD audio. Le lecteur de CD ne faisait que transmettre sur la fibre optique ce qu'il lisait sur le CD, l'amplificateur audio faisant lui-même le décodage, la production du son et l'amplification du son. Ce flux a été progressivement remplacé par le S/PDIF, conçu pour éviter les pertes de qualité et permettant de transférer des formats plus évolués tels que le Dolby Digital et le DTS.

## Applications
TOSLINK est utilisé pour de nombreux types d'applications aussi bien professionnelles que grand public, impliquant différents types de connecteurs. Cependant, les connecteurs TOSLINK les plus utilisés sont, et de loin, le « EIAJ/JEITA RC-5720 », le « CP-1201 » et le « JIS C5974-1993 F05 ».[réf. souhaitée]
L'utilisation grand public n'a réellement commencé qu'avec les progrès effectués sur la fibre optique (réduction des coûts, réduction de l'atténuation), la DEL (réduction des temps de commutation) et le récepteur optique (meilleure quantification du signal).

## Terminologie
TOSLINK est enregistré comme marque déposée de Toshiba Corporation. Son nom vient de TOShiba-LINK (LINK : lien).
 Les variations possibles du nom sont : TOSlink, TosLink, et TOS-link. Le nom générique pour la norme est « EIAJ optical ».